# Cazia quercicola
Cazia quercicola är en svampart som beskrevs av Fogel & States 2002. Cazia quercicola ingår i släktet Cazia och familjen Pezizaceae.   Inga underarter finns listade i Catalogue of Life.